# Gaspare De Caro
Gaspare De Caro (Roma, 16 dicembre 1930 – Roma, 6 ottobre 2015) è stato uno storico, scrittore e saggista italiano.

## Biografia
Ha pubblicato libri di storia contemporanea (Introduzione a Piero Gobetti, La rivoluzione liberale, Einaudi 1964; Salvemini, UTET, 1970); di storia rinascimentale (Istituzione del principe cristiano, Zanichelli, 1969; Euridice. Momenti dell'Umanesimo civile fiorentino, Ut Orpheus Edizioni, 2006); di storia del pensiero economico (curando i volumi di Léon Walras, Introduzione alla Questione sociale e L'economia monetaria, Istituto della Enciclopedia Italiana, 1980 e 1985). Negli anni '60 ha collaborato ai periodici Quaderni Rossi e Classe Operaia e dal 2000 al 2005 a Hortus Musicus, trimestrale indipendente di cultura e politica. Per Quodlibet, 2006 e 2008, ha pubblicato i volumi di racconti L'ascensore al Pincio e Residuati bellici; per Colibrì, 2011, Argentina. Viaggio al Fin del Mundo (forse). Con Roberto De Caro ha scritto La Sinistra in guerra e Storia senza memoria, Colibrì, 2007

## Opere
- Introduzione a 'La rivoluzione liberale' di Piero Gobetti, Einaudi, Torino, 1964
- Istituzione del principe cristiano, Zanichelli, Bologna, 1969
- Gaetano Salvemini, Utet, Torino, 1970
- Introduzione alla questione sociale, a cura di Gaspare De Caro, Istituto della Enciclopedia Italiana, 1980
- L'economia monetaria, a cura di Gaspare De Caro, Istituto della Enciclopedia Italiana, 1985.
- Euridice. Momenti dell'Umanesimo civile fiorentino, Ut Orpheus Edizioni, Bologna, 2006
- L'ascensore al Pincio, Quodlibet (edizioni), Macerata, 2006, con una nota di Mario Lunetta, ISBN 88-7462-118-3
- La Sinistra in guerra, Edizioni Colibrì, Milano, 2007, con Roberto De Caro
- Storia senza memoria. Rossellini, Chabod, il Portico d'Ottavia e altri saggi, Edizioni Colibrì, Milano, 2008, con Roberto De Caro
- Residuati bellici, Quodlibet, Macerata 2008
- Argentina. Viaggio al fin del Mondo (forse). Colibri 2011
- Rifondare gli italiani? Il cinema del Neorealismo, Jaca Book, Milano, 2014